# Comté de Douglas (Nebraska)
Pour les articles homonymes, voir Comté de Douglas.
Le comté de Douglas (anglais : Douglas County) est un comté situé dans l'est de l'État du Nebraska aux États-Unis. Il est nommé en l'honneur de Stephen Arnold Douglas (1813-1861), un homme politique américain. Le siège du comté est Omaha, la ville la plus peuplée. Selon le recensement de 2020, sa population est de 584 526 habitants. C'est le comté le plus peuplé de l'état puisqu'il rassemble un quart de la population totale du Nebraska.

## Comtés adjacents
- Comté de Dodge (Nebraska) - (nord-ouest)
- Comté de Washington (Nebraska) - (nord)
- Comté de Pottawattamie, Iowa - (est)
- Comté de Sarpy - (sud)
- Comté de Saunders - (ouest)